# The Long Goodbye
The Long Goodbye (bra: O Perigoso Adeus; prt: O Imenso Adeus) é um filme policial noir de 1973 dirigido por Robert Altman adaptado da novela elegíaca de Raymond Chandler The Long Goodbye (1953). O roteiro foi escrito por Leigh Brackett. The Long Goodbye apresenta Elliott Gould como o famoso detetive particular do cinema e da literatura Philip Marlowe.
Ao contrário da novela, que ocorre nos anos 1950, a versão cinematográfica de The Long Goodbye é ambientada nos anos 1970 — que mostra o estilo de vida e a cultura de Hollywood da época. Em seu gênero, a novela e o filme são "um estudo de um homem moral e decente à deriva numa sociedade egoista e auto-obsessiva na qual a vida pode ser tirada sem que ninguém olhe para trás...e todas as noções de amizade e lealdade são sem sentido".

## Elenco
| - Elliott Gould...Philip Marlowe - Nina Van Pallandt...Eileen Wade - Sterling Hayden...Roger Wade - Mark Rydell...Marty Augustine - Henry Gibson...Dr. Verringer - David Arkin...Harry - Jim Bouton...Terry Lennox - Warren Berlinger...Morgan - Jo Ann Brody...Jo Ann Eggenweiler - Stephen Coit...Det. Farmer - Jack Knight...Mabel - Pepe Callahan...Pepe - Vincent Palmieri...Vince | - Pancho Córdova...Doutor - Enrique Lucero...Jefe - Rutanya Alda...Rutanya Sweet - Tammy Shaw...dançarina - Jack Riley...Riley - Ken Sansom...guarda do Malibu Colony - Jerry Jones...Det. Green - John S. Davies...Det. Dayton - Rodney Moss...balconista do supermercado - Sybil Scotford...mulher do hospital - Herb Kerns...Herbie - Arnold Schwarzenegger...capanga de Augustine (não creditado) - David Carradine...Socrates, o presidiário (não creditado) |

## Sinopse
Philip Marlowe está acordado de madrugada para alimentar seu gato quando recebe a visita do amigo Terry Lennox, que lhe pede para levá-lo de carro numa viagem de Los Angeles a Tijuana na fronteira com o México.
Ao voltar sozinho, Marlowe é preso por suspeita de ser cúmplice no assassinato da esposa de Lennox, Sylvia. Ele não acredita que o amigo seja o assassino e se nega a dar informações aos investigadores, que então o mantém preso por três dias até ser liberto quando a polícia descobre que Lennox se suicidou no México. A prisão de Marlowe virou notícia e logo em seguida ele é procurado pela esposa do escritor alcoólico Roger Wade (caracterização que lembra Hemingway), preocupada com o desaparecimento há uma semana do marido. E pelo gângster Marty Augustine, que diz que Lennox fugiu com dinheiro da quadrilha e quer que Marlowe descubra o que aconteceu.

## Mudanças no enredo do livro
O filme se passa em 1973 enquanto a história do livro data de 1953; o roteirista Leigh Brackett tomou muitas liberdades com o texto. O pai da milionária Sylvia Lennox não aparece no filme, o assassinato de Roger Wade é mudado para suicídio e o gângster Marty Augustine e a trama que o envolve foram criados para a versão cinematográfica.
The Long Goodbye satiriza as mudanças da cultura americana da década de 1950, quando o gênero literário sobre detetives particulares era popular, em comparação com a década de 1970, data em que o filme foi realizado. Marlowe se comporta de forma anacrônica. Ele invoca um dos clichês das histórias policiais dos anos 1950, quando no interrogatório da polícia ele pergunta "Creio que é agora que eu pergunto 'O que é tudo isso?', e vocês respondem 'Cale-se! Nós fazemos as perguntas?'". Marlowe acende um cigarro atrás do outro, contrastando com a moda californiana da boa saúde, sendo que ninguém mais no filme fuma.
Marlowe dirige um carro Lincoln Continental Conversível Cabriolet modelo 1948 e usa uma gravata com desenho da bandeira americana.

## Produção
Os produtores Jerry Bick e Elliott Kastner compraram os direitos para cinema do livro The Long Goodbye e negociaram a distribuição com a United Artists. Eles encomendaram o roteiro a Leigh Brackett que havia escrito a versão de Humphrey Bogart de The Big Sleep. Os produtores ofereceram a direção a Howard Hawks e Peter Bogdanovich, mas ambos recusaram. Bogdanovich indicou Robert Altman, que, inicialmente, não se mostrou interessado, até ser aprovada a escolha de Elliott Gould para interpretar Philip Marlowe — os produtores preferiam Robert Mitchum ou Lee Marvin.
O presidente da United Artists David Picker aceitou Gould no elenco planejando ter Altman na direção. Gould não vinha cercado de uma boa reputação profissional devido a rumores de problemas causados nas filmagens de A Glimpse of Tiger, quando teria brigado com a co-protagonista Kim Darby e discutido com o diretor Anthony Harvey, além de se comportar irregularmente. Estava sem trabalhar há dois anos e Altman teve que convencer Bick que Gould desempenharia bem o papel. A United Artists obrigou Elliott Gould a se submeter a exames médicos e psicológicos que atestassem sua estabilidade mental.
Jim Bouton não era ator mas um ex-jogador profissional de baseball e autor do livro Ball Four.

### Roteiro
Na adaptação do livro de Chandler, Leigh Brackett teve problemas com a trama que considerava "repleta de clichês" e enfrentou o dilema de realizar um filme de época ou atualizá-lo. Altman recebeu uma cópia do roteiro enquanto trabalhava em Images na Irlanda. Gostou do final porque o considerou que saia da postura do personagem de Marlowe. Concordou em dirigir apenas se o final não fosse mudado. Altman e Brackett passaram muito tempo conversando sobre a trama. Altman queria que Marlowe fosse um perdedor. Ele apelidou o personagem de Rip Van Marlowe, como se dormisse por 20 anos e acordasse na Los Angeles do início dos anos de 1970, mas continuaria a "invocar a moralidade da era anterior". A primeira versão era muito longa e foi encurtada com o final inconclusivo. Terminava com Marlowe atirando em Terry Lennox. Altman concebeu o filme como uma sátira e alterou muito o roteiro, como fazer com que Roger Wade cometesse suicídio e Marty Augustine espatifasse uma garrafa de refrigerante no rosto da namorada. Altman explicou que "foi para chamar a atenção da audiência e lembrá-la que, apesar de Marlowe, havia a realidade de um mundo violento lá fora".

### Filmagens
Altman não leu todo o livro de Chandler e preferiu utilizar Raymond Chandler Speaking, uma coleção de cartas e ensaios. Deu cópias desse livro para o elenco e equipe técnica, pedindo que estudassem o autor dos ensaios. A cena de abertura com Philip Marlowe e seu gato foi inspirada numa história de uma amigo de Altman que lhe contara que seu felino só comia um tipo de comida. Altman achou que era uma boa demonstração de amizade. Ele achou que a câmara não deveria ficar parada. Contudo, deveria conter toda a ação para que a audiência se sentisse como voyeur. Para compensar a luz forte do sudeste da Califórnia, Altman deu ao filme um leve tom pastel, como reminiscência dos velhos cartões postais dos anos de 1940. As cenas de Philip Marlowe e Roger Wade, tiveram a maior parte dos diálogos improvisados pois, de acordo com o diretor, Hayden estava bêbado e sob efeitos de maconha. Altman pensara primeiramente em Dan Blocker para interpretar Wade, mas o autor morreu pouco antes do começo das filmagens. Ele contou, todavia, ter se emocionado com a atuação de Hayden, que fora a segunda opção para o personagem. A casa de Malibu Colony de Altman serviu para as locações das cenas que se passavam no lar de Wade.

## Trilha sonora
A trilha sonora de The Long Goodbye foi composta de duas canções, "Hooray for Hollywood" e "The Long Goodbye", de autoria de John Williams e Johnny Mercer. Foi ideia de Altman que a segunda canção tivesse diferentes arranjos, ouvidos no desenrolar da história.